# Lucile Abreu
Lucile Abreu (20 tháng 9 năm 1920 – 30 tháng 8 năm 1996) là sĩ quan cảnh sát người Mỹ, được biết đến với công việc thúc đẩy bình đẳng giới trong lực lượng cảnh sát Hawaii. Năm 1972, bà thắng kiện Sở cảnh sát Honolulu về các hành vi tuyển dụng phân biệt đối xử và chính sách thăng chức. Sau vụ kiện đó, Sở cảnh sát Honolulu đã thay đổi chính sách tuyển dụng của họ.

## Đầu đời
Lucile Abreu sinh ra ở Honolulu vào ngày 20 tháng 9 năm 1920. Sau khi kết hôn với Frank Abreu, bà bắt đầu theo học một trường đại học, sau đó bà hy vọng một công việc chăm sóc những trẻ em mắc bệnh tâm thần. Abreu ngừng học sau khi được Sở cảnh sát Honolulu thuê vào năm 1953.

## Sự nghiệp
Trong sở cảnh sát bà công tác tại Đơn vị Phòng chống Tội phạm Vị thành niên (đơn vị duy nhất cho phép phụ nữ). Bà ứng tuyển vượt qua bài kiểm tra của trung sĩ cảnh sát 67 lần, nhưng không được thăng cấp vì là nữ giới và không đáp ứng yêu cầu về chiều cao tối thiểu là 5 foot 8 inch (173 cm).
Abreu lần đầu tiên đệ đơn khiếu nại lên Ủy ban Cơ hội Việc làm Bình đẳng, sau đó là một vụ kiện vào năm 1972, vụ kiện được giải quyết theo phía bà vào năm 1975. Vụ kiện dẫn đến việc Sở cảnh sát Honolulu cho phép phụ nữ đảm nhận các công việc giống như nam giới và bãi bỏ yêu cầu về chiều cao tối thiểu là 5 foot 8 inch (1,73 m). Huy hiệu cảnh sát cũng được đổi thành "officer" thay vì "patrolman".
Sau vụ kiện cáo, bà tốt nghiệp cử nhân tại Đại học Chaminade Honolulu, Abreu được thăng chức trở thành nữ thám tử đầu tiên của Honolulu, và được bổ nhiệm vào một đơn vị mới thành lập để điều tra các vụ cưỡng hiếp.

## Qua đời
Abreu nghỉ hưu năm 1978. Bà qua đời vì bệnh ung thư vào ngày 30 tháng 8 năm 1996.